# Палма (остров)
Вижте пояснителната страница за други значения на Палма.
Ла Палма (на испански: La Palma) е един от най-гористите острови от архипелага на Канарските острови. Преобладават основно боровите гори и Лаурисилва. От земеделските култури, най-добре виреят канарските банани и гроздето. На негова територия се намира Националния парк Калдера де Табуриенте, с най-висока точка връх Роке де лос Мучачос, който е висок 2426 м.

## География
Ла Палма се състои от 14 града, обособени в общини, както следват:
| - Барловенто - Бреня Алта - Бреня Баха - Фуенкалиенте - Гарафия - Лос янос де Аридане - Ел Пасо | - Пунтагорда - Пунта яна - Сан Андрес и Саусес - Санта Крус де ла Палма - Тасакорте - Тихарафе - Виля де Масо |